# 10 Kompania Saperów
10 Kompania Saperów (10 ksap) – pododdział saperów Polskich Sił Zbrojnych.

## Geneza
25 lutego 1942 r. Naczelny Wódz gen. Sikorski podjął decyzję o utworzeniu pierwszej w dziejach oręża polskiego dywizji pancernej. We wrześniu 1942 r. w skład 1  Dywizji Pancernej wchodziły oddziały saperów między innymi 10 kompania saperów. 10  kompania saperów była kontynuatorką Zmotoryzowanego Baonu Saperów, który uczestniczył w walkach w obronie Polski w 1939 r.
W czerwcu 1943 roku kompania została przeniesiona ze Szkocji do Anglii i zakwaterowana we wsi Great Wilbraham. Pod koniec 1943 roku została przeniesiona do miejscowości East Linton niedaleko Dunbar, gdzie zajmowała się rozbrojeniem i oczyszczeniem wybrzeża z pól minowych i pali przeciwdesantowych.
W składzie 10 Brygady Kawalerii Pancernej i przy takiej obsadzie kompania bierze udział, na wiosnę 1944 roku w ćwiczeniach dywizyjnych i między dywizyjnych w rejonie Scarborough i Pickering w hrabstwie York, a następnie przeszła cały szlak bojowy na kontynencie od sierpnia 1944r.

## Działania  kompanii
10 kompania saperów została przetransportowana z Wielkiej Brytanii do Francji w ostatnich dniach lipca 1944 roku na statku Ft. Wirgley. 31 lipca o 16:00 została wyładowana na plaże Normandii. Liczyła wtedy 9 oficerów i 254 szeregowych. Podczas rozładunku sprzętu jedna z trzytonowych ciężarówek spadła z żelaznego pomostu i zatonęła. Po wyładunku kompania udała się do obozu zgrupowania saperów w rejonie Bazenville. 6 sierpnia saperzy kompanii zorganizowali dla oddziałów 10 Brygady Kawalerii Pancernej szkolenie obejmujące znajomość i rozbrajania min i pułapek niemieckich używanych w północnej Francji. Uczestniczyli w nim: z pułków pancernych po jednym oficerze i dwóch podoficerów, z 10 pułku dragonów jeden oficer i czterech podoficerów, ze szwadronu sztabowego jeden oficer i jeden podoficer. Uczestnicy stali się instruktorami saperskimi we własnych oddziałach.

## Organizacja wojenna kompanii saperów
- dowódca kompanii saperów (major)
- zastępca dowódcy kompanii saperów (kapitan)
- 3 plutony liniowe a. 4 drużyny
- pluton dowodzenia wraz z pocztem dowódcy

Każdy pluton saperów liczył 2 oficerów (dowódca plutonu – porucznik i zastępca dowódcy plutonu – podporucznik) oraz 70 saperów.
Łącznie kompania liczyła 9 oficerów i 256 szeregowych. Posiadała 1 radiostację dla dowódcy kompanii oraz 66 pojazdów mechanicznych, w tym 12 półgąsienicowych transporterów opancerzonych Halftrack.

## Obsada personalna
Dowódcy kompanii:
- mjr sap. Jan Dorantt (1942 – X 1943 → dowódca Oddziałów Saperów Dywizyjnych 1 DPanc)
- mjr sap. Wiktor Neklaws (X 1943 – 1945 → dowódca 4 bsap)
- kpt. sap. Aleksander Koślacz (po zakończeniu działań)

Zastępcy dowódcy kompanii:
- kpt. sap. Adam Gorczyca (1942 – 1943 → dowódca 11 kompanii parkowej saperów)
- kpt. sap. Stefan Bergander (1943 – 1947)
- kpt. sap. Aleksander Koślacz
- kpt. Andrzejewski (po zakończeniu działań)

Dowódcy plutonów saperów:
- I plutonu – por. sap. Mieczysław Borchólski, ppor. Antoni Gruszka
- II plutonu – por. sap. Włodzimierz Jasieński, ppor. Józef Jarosz
- III plutonu – ppor. sap. Marian Lewandowski, por. Aleksander Parzycki
- plutonu dowodzenia – ppor. sap. Aleksander Grzesik, kpt.sap. Zygmunt Koronkiewicz, por. sap. Sala (po zakończeniu działań)
- oficer rozpoznawczy – kpt.sap. Zbigniew Karwiński, ppor. sap. Stanisław Surawski
- oficer techniczny – por. sap. Henryk Besser

Zastępcy dowódców plutonów saperów:
- I plutonu – ppor. sap. Henryk Besser
- ppor. sap. Józef Jarosz
- ppor. sap. Stanisław Korzeniowski
- ppor. sap. Aleksander Paprocki